# 丁髷

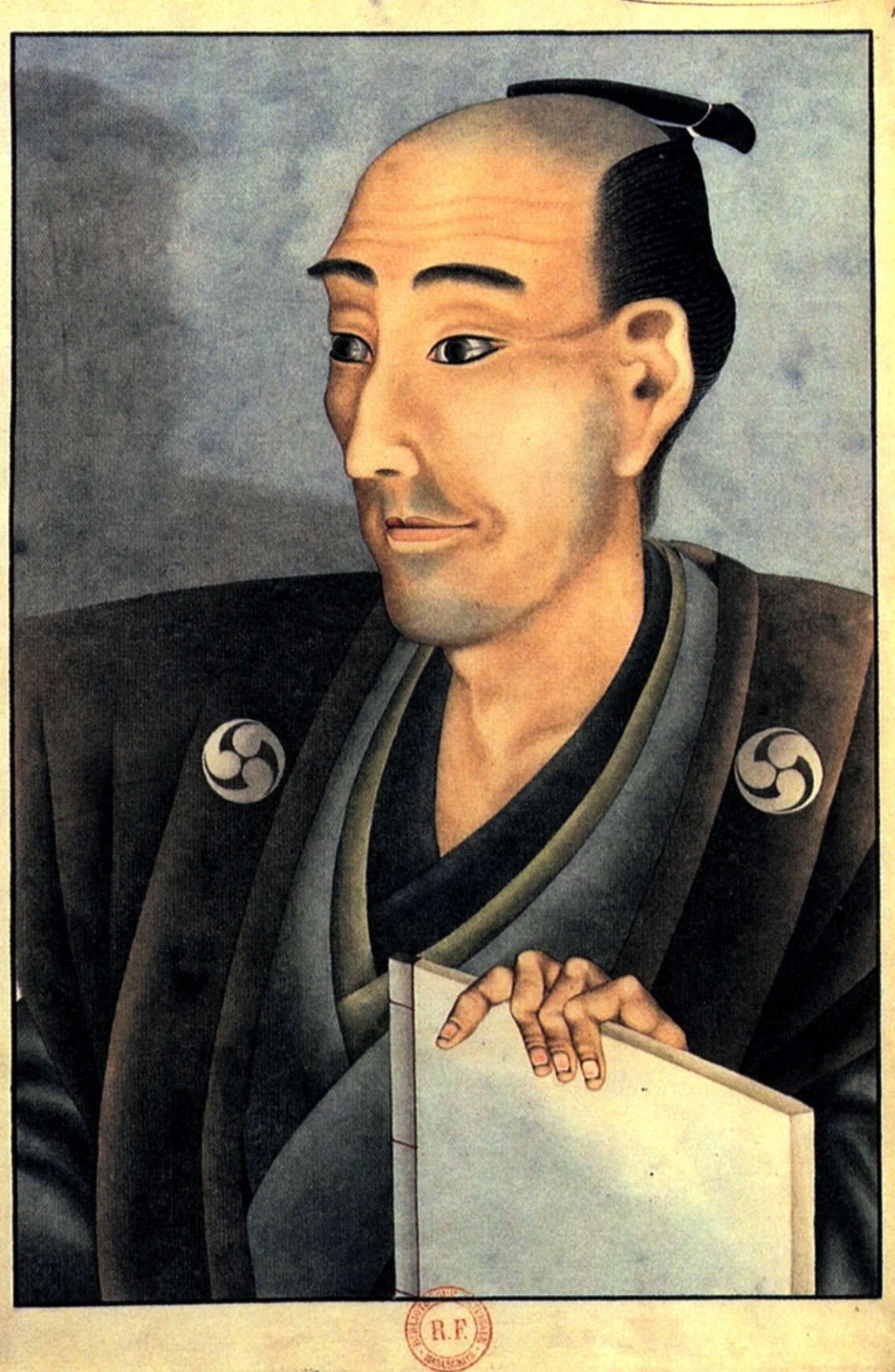
丁髷

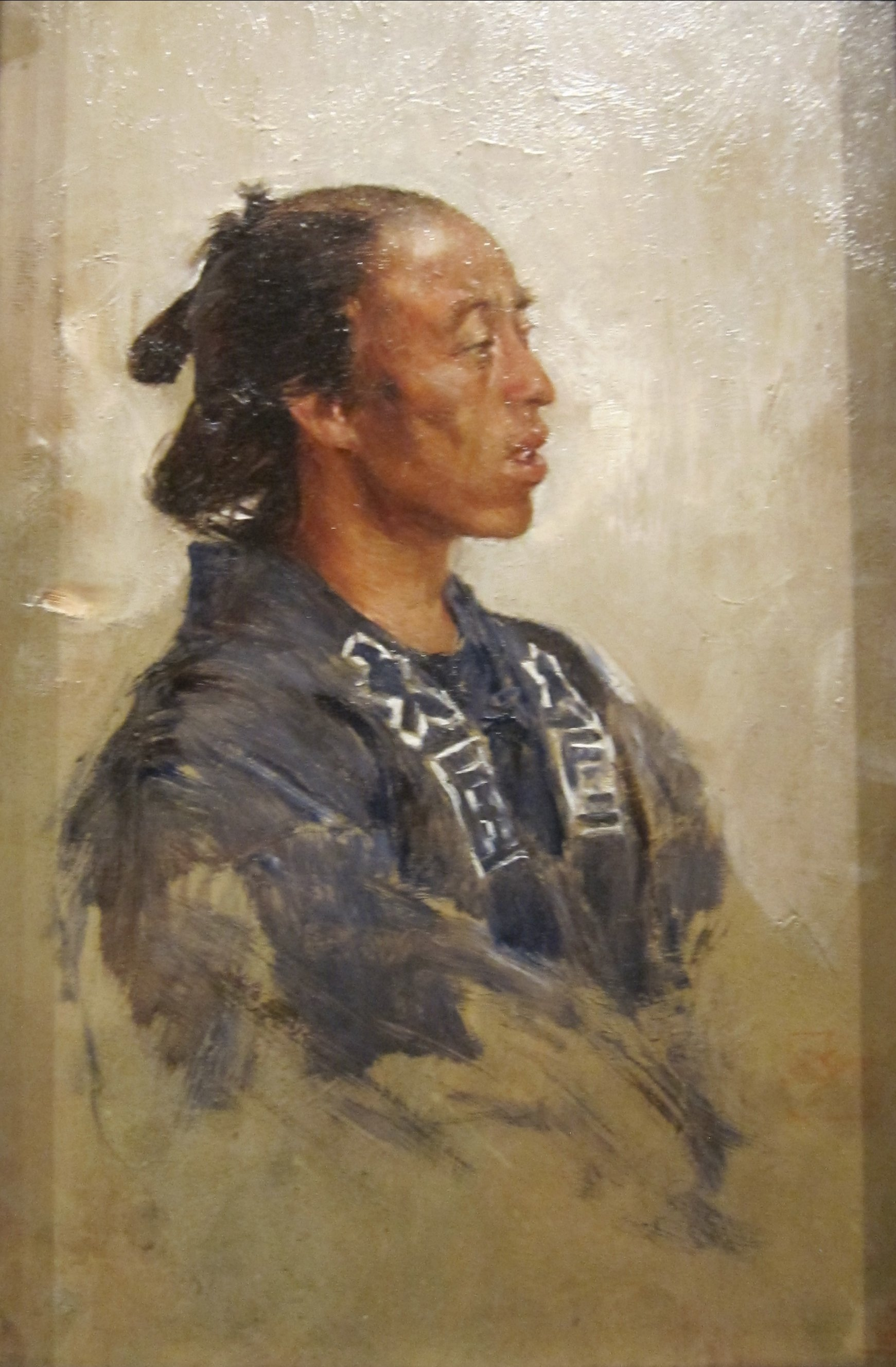
職人のちょんまげ。1890年。ロバート・フレデリック・ブルム画

丁髷（ちょんまげ）とは、江戸時代の男性にみられた髪型の一種。月代（さかやき）と呼ばれる前頭部から頭頂部にかけての範囲の頭髪を剃り、残りの頭髪を結ったものをいう。
本来は本多髷（ほんだまげ）と言い、「ちょんまげ」は、えび折りにした髷がゝ（ちょん）に似ているところから生じた明治初期以降の俗称である。
江戸時代の男性が結った髷を全て丁髷と呼ぶことも多いが、正確には丁髷は髪の少ない老人などが結う髷を指し、結髪では少数派である。一般的に結われた髷は銀杏髷で、丁髷とは異なるものである。
現代でも大相撲においては力士は基本的に丁髷を結っている。十両以上（関取）の場合、本場所の取組などの正式なときには基本的には大銀杏を結う。

## 特徴
頭頂部を剃る露頂（ろちょう）の風習は室町末期以降広がった。成人が月代（さかやき）を剃る武家の風習は織豊期から江戸初期にかけて一般庶民にも広がったが、丁髷（ちょんまげ）の結い方は時代により大きく異なる。
成人男性の丁髷は、大きく分けて、束ねた髪を元結（もとゆい）で巻いて先端を出した茶筅髷（ちゃせんまげ）と元結の先端を二つ折りにした髷とがみられた。元服前の男子は前髪を残し中剃りする若衆髷（わかしゅまげ）で元服後に前髪を剃り落とした。

## 散髪脱刀令
明治4年8月9日（1871年9月23日）に散髪脱刀令（いわゆる断髪令）が太政官布告され、さらに明治6年（1873年）、明治天皇の断髪に至ると、伝統的な男髷を結う男性が激減し、洋髪やざんぎり頭が流行した。俗謡では「ちょんまげ頭を叩いてみれば、因循姑息の音がする」「総髪頭を叩いてみれば、王政復古の音がする」「ざんぎり頭を叩いてみれば、文明開化の音がする」とうたわれた。
山川菊栄は著書『武家の女性』で母方の祖父に当たる青山延寿が維新前には髷結いにとても苦労していたが、維新後、毎日の髷結いから解放されたエピソードを取り上げている。
一方、丁髷に対する愛着や誇りから散髪に消極的な者もいた。剣術家の榊原鍵吉、薩摩藩最後の藩主だった島津忠義は、生涯髷を切らずにいたと伝わる。

## キャラクター化
漫画やキャラクター商品において「ちょんまげ」と称しているものは簡略化がなされているものがある。
- ココブ（転生したらスライムだった件） - 「ちょんまげちゃん」の通称がある[11]。
- コロ助（キテレツ大百科）[12]
- はち丸 - 愛知県名古屋市で主に活動する地域キャラクター[13]。